# Kandidátní klíč
Kandidátní klíč v relačním modelování označuje sloupec nebo kombinaci sloupců, ve kterých mají všechny řádky tabulky své hodnoty unikátní. Každý kandidátní klíč tak umožňuje jednoznačně identifikovat každý řádek tabulky. Jeden z kandidátních klíčů slouží jako primární klíč. Ostatní kandidátní klíče se pak označují také jako alternativní klíče.
Kandidátní klíč musí splňovat tyto časově nezávislé vlastnosti:
1. Hodnota ve sloupci (nebo kombinaci sloupců) kandidátního klíče musí být v rámci tabulky unikátní.
2. Množina sloupců vytvářejících kombinaci pro kandidátní klíč musí být v tabulce minimální. (Její nadmnožina by již nebyla kandidátním klíčem, přestože by každý řádek jednoznačně idenfikovala — nebyla by už ale minimálním klíčem.)